# Esaias Krüger
Esaias Krüger (* 1. Juni 1544 in Cölln; † 20. März 1609 in Gera) war ein deutscher lutherischer Theologe.

## Leben
Der Sohn des Ratmannes Hieronymus Krüger und dessen Frau Margaretha Holdenart war das jüngste Kind von vierzehn Geschwistern. Nach dem Besuch in der Schule von Berlin hatte er 1559 die Schule in Magdeburg bezogen, war dann an die Schule in Brandenburg gewechselt und war zur Ausbildung in Halberstadt, wo er auch Lehrer der Schule wurde. Er ging an die Universität Frankfurt (Oder), wo Andreas Musculus, Christoph Corner und Heinrich Paxmann seine Lehrer waren. Aufgrund der dort grassierenden Pest ging er nach Berlin zurück, wo er Privatlehrer einiger adliger Familien wurde. Nach dem Besuch weiterer Universitäten hatte er sich besonders seit 1568 an der Universität Jena mit dem Studium der Theologie bei Tilemann Hesshus, Johannes Wigand und Timotheus Kirchner beschäftigt.
Anschließend war er Konrektor der Schule in Weimar, wurde 1572 Diakon in Jena und erlebte die Vertreibung der lutherischen Theologen aus Thüringen. Daher zog er sich ins Exil nach Stollberg/Erzgeb. zurück, suchte neue Aufgaben und fand 1574 eine Anstellung bei Herzog Julius in Alfeld als Generalsuperintendent von Braunschweig-Wolfenbüttel. Hier beteiligte er sich an der Gründung der Universität Helmstedt. 1580 wechselte er als Pfarrer und Superintendent nach Gera. In Gera war er vor allem in die Arbeiten des Konsistoriums eingebunden und hatte sich so um die kirchenrechtlichen Fragen zu kümmern. Im zunehmenden Alter nahmen seine gesundheitlichen Kräfte ab. So wurde ihm in seinen letzten Lebensjahren ein Vertreter zugeordnet.

## Familie
Krüger war zwei Mal verheiratet. Am 29. August 1569 hatte er Anna († 1591 in Gera), die Tochter des Superintendenten in Gera Bartholomäus Rosinus (1520–1586) geheiratet. Aus der Ehe gingen zwei Söhne und fünf Töchter hervor. Seine zweite Ehe ging er am 25. September 1592 mit Susanna (* 1551; begr. 20. Juni 1613 in Gera), der Witwe des Pfarrers in Roben Georg Anthonius, ein. Die Ehe blieb kinderlos. Von den Kindern ist bekannt:
- Esias Krüger (* 1580 in Gera; † 9. Oktober 1648 in Oettersdorf)
- Dorothea Krüger († 26. Februar 1583 jung in Gera)
- Friedrich Krüger (get. 20. März 1588) studierte in Helmstedt
- Anna Krüger (* 4. September 1570 in Weimar; † 30. März 1644 in Gera) verh. 1586 mit dem Superintendenten Gera Friedrich Glaser (1556–11. Mai 1615 in Gera)
- Maria Krüger verh. 5. Mai 1593 mit dem Pfarrer in Langenberg Heinrich Volimhaus
- Katharina Krüger I. Ehe 22. Januar 1600 mit dem Pfarrer in Tanna Nikolaus Amelung; II. Ehe 3. September 1616 in Gera mit dem Geraer Archidiakon Matthias Müller
- Magdalena Krüger I. Ehe am 20. Oktober 1601 mit NN. Neumann; II Ehe am 28. Mai 1605 mit dem Geraer Superintendenten Nikolaus Heyder
- Rosina Krüger (get. 13. September 1585)